# Rolighed (Frederiksberg)
 For alternative betydninger, se Rolighed. (Se også artikler, som begynder med Rolighed)
Landstedet Rolighed er opført i 1770 og er beliggende Rolighedsvej 21 på Frederiksberg. I dag er boligen hjemsted for Botanisk Sektion på Det Biovidenskabelige Fakultet, men stedet har været benyttet til adskillige formål tidligere.
Det gamle landsted er opført af Conrad Alexander Fabritius de Tengnagel, konferensråd, storhandelsmand og skibsreder, og fremstod i sin tid som et prægtigt hus. Det var et mindre kvadratisk hus med kælder, stueetage og en 1. sal. Trods husets mindre størrelse så indeholdt kælderen fire værelser, et stort køkken med tre komfurer, indemuret kobberkedel og en bageovn. Ved siden af køkkenet var, helt uhørt for tiden, en badstue med gulv i marmorfliser og et baderum med kumme i ædelt udenlandsk træ. Førstesalen er i dag som førhen hævet over terræn, og en prægtig dobbelt stentrappe med smedejernsgelænder fører ind til forstuen, hvortil der er adgang til 5 værelser. Alle værelser var beklædt med paneler og store stukkaturer med blomster- og dyremotiver. Fra forstuen var der trappe op til førstesalen hvor der var 6 værelser.
Foruden hovedbygningen var der stråtækte sidelænger med stald og vognremisse, og alt i alt var der en rigtig lille herregårdsidyl.
Herregården har været på adskillige hænder, men i 1855 købte den daværende Kgl. Veterinær- og Landbohøjskole (KVL) Rolighed og alle dets tilliggender. Dog anvendte KVL ikke meget af arealerne og det gamle landsted ændrede funktion ganske nævneværdigt, idet Københavns Sygehjem blev grundlagt og overtog arealerne. Sygehjemmet gav efter den store koleraepedemi kronisk syge fra middelstanden en bedre mulighed for pleje, uden at ende deres sidste dage på fattigforsorgen.
I 1922 flyttede sygehjemmet til Ordrup, og KVL tilbagekøbte området med sygehjemmet og den gamle lystgård Rolighed; denne blev restaureret, istandsat og indrettet som bolig for rektoren på KVL.
Boligen var imidlertid så stor og upraktisk, at den blev opgivet som rektorbolig, og Rolighed stod således tom i en lang række år og et forfald ramte bygningen. Villaen var slemt under forfald og der indløb en del klager til Frederiksberg Kommune, idet boligen er fredet i klasse A, og KVL satte endelig en gennemgribende restaurering i gang, trods et utal af undskyldninger.
I 1997 overtog KVL's Botaniske Sektion Rolighed til kontorer, laboratorier og undervisningslokaler, og da de gamle gule bindingsværkslænger blev grundigt restaureret og malet, fremstår det gamle landsted i dag som en unik perle under Det Biovidenskabelige Fakultet.
Arkitekten C.F. Hansen var en kendt beboer på Rolighed, og han døde her i 1845. Digteren Jens Christian Hostrup skrev desuden syngestykket Soldaterløjer under et ophold på landstedet.

## Ejerliste
- (1742-1749) Nicolai Arentzen
- (1749-1758) Lüder Stiefken
- (1758-1762) Andreas Bruun
- (1762-1797) Conrad Alexander Fabritius de Tengnagel
- (1797-1803) Emanuel Rafn
- (1803-1810) Nicolai Lautrup
- (1810-1821) Peter Mariboe
- (1821-1839) Falck Henriques
- (1839-1855) Forskellige ejere
- (1855-) Staten